# Hilario González Delgado
Hilario González Delgado dit « Serranito », né à Olivares (Espagne, province de Séville) le 21 décembre 1883, mort à Madrid (Espagne) le 13 octobre 1908, était un matador espagnol.

## Présentation
Hilario González se lance dans la vie comme apprenti chapelier puis se fait apprenti torero, participant à de nombreuses capeas en Andalousie. Il se présente à Madrid comme novillero le 15 octobre 1905 aux côtés de « Limiñana » et de « El Vito » et est immédiatement remarqué. Il prend l’alternative à Murcie le 28 juin 1908 avec comme parrain « Machaquito » et comme témoin Vicente Segura, face à des taureaux  de la ganadería de Olea.
Le 23 août 1908, dans les arènes d’Astorga (Espagne, province de León), il est gravement blessé par le taureau « Sordido » de la ganadería de Don Santiago Neches. Il meurt à Madrid le 13 octobre 1908.